# Route 366 (Québec)
Pour les articles homonymes, voir Route 366.
La route 366 (R-366) est une route régionale québécoise située sur la rive nord du fleuve Saint-Laurent. Elle dessert la région administrative de l'Outaouais.

## Tracé
La route 366 débute à Thorne, à l'intersection avec la route 301. Elle traverse ensuite plusieurs petits hameaux. À Val-des-Monts, elle fait un virage vers le sud pour aller rejoindre Gatineau en portant le nom de « Boulevard Lorrain » et elle se termine à l'angle de la route 148 (qui porte le nom de « Boulevard Maloney Est » à cet endroit).
La première section de la route, de son début jusqu'à Lac-des-Loups, à La Pêche, est en gravier.

## Localités traversées (d'ouest en est)
Liste des municipalités dont le territoire est traversé par la route 366, regroupées par municipalité régionale de comté.

### Outaouais
Pontiac
- Thorne (Ladysmith, Lac-des-Loups)

Les Collines-de-l'Outaouais
- La Pêche (Sainte-Cécile-de-Masham, Wakefield)
- Pontiac
- Val-des-Monts (Perkins)

Hors MRC
- Gatineau

## Intersections majeures
| MRC                         | Municipalité  | km     | Destinations                                         | Notes                                                                                 |
| --------------------------- | ------------- | ------ | ---------------------------------------------------- | ------------------------------------------------------------------------------------- |
| Pontiac                     | Thorne        | 0,00   | R-301 – Campbell's Bay, Otter Lake                   |                                                                                       |
| Pontiac                     | Thorne        | 8,50   | R-303 – Otter Lake, Shawville                        |                                                                                       |
| Les Collines-de-l'Outaouais | La Pêche      | 52,70  | A-5 – Gatineau, Maniwaki                             | Terminus ouest du multiplex avec l'A-5 / R-105; sortie 28 de l'A-5                    |
| Les Collines-de-l'Outaouais | La Pêche      | 52,70  | R-105 sud                                            | Terminus ouest du multiplex avec l'A-5 / R-105; sortie 28 de l'A-5                    |
| Les Collines-de-l'Outaouais | La Pêche      | 56,30  | A-5 termine                                          | Terminus est du multiplex avec l'A-5; terminus nord de l'A-5; intersection à niveau   |
| Les Collines-de-l'Outaouais | La Pêche      | 57,30  | R-105 nord – Maniwaki                                | Terminus est du multiplex avec la R-105                                               |
| Les Collines-de-l'Outaouais | Val-des-Monts | 68,60  | R-307 sud – Gatineau, Cantley                        | Terminus ouest du multiplex avec la R-307; Cantley indiqué en direction sud seulement |
| Les Collines-de-l'Outaouais | Val-des-Monts | 75,50  | R-307 nord – Saint-Pierre-de-Wakefield, Val-des-Bois | Terminus est du multiplex avec la R-307                                               |
| Gatineau                    | Gatineau      | 101,50 | A-50 – Gatineau (Centre-ville), Montréal             | Sortie 150 de l'A-50                                                                  |
| Gatineau                    | Gatineau      | 104,30 | R-148 (Boulevard Maloney)                            |                                                                                       |
| - Terminus de multiplex     |               |        |                                                      |                                                                                       |